# Repedea
Repedea (Oroszkő en hongrois, Кревеу en ukrainien) est une commune roumaine du județ de Maramureș, dans la région historique de Transylvanie et dans la région de développement du Nord-Ouest.

## Géographie
La commune, constituée du seul village de Repedea, est située dans le nord-est du județ, au cœur des Monts Maramureș (Munții Maramureșului), dans la vallée de la rivière Ruscova, affluent de la Vișeu, près de la frontière avec l'Ukraine. Le point culminant des Monts Maramureș, le Mont Fărcău (1 956 m) se trouve sur le territoire de la commune.
Sighetu Marmației, la capitale historique de la Marmatie se trouve à 53 km à l'ouest et Baia Mare, la préfecture du județ, à 120 km au sud-ouest.

## Histoire
La première mention écrite de la commune date de 1350 sous le nom slave de Hrisov.

## Démographie
En 1910, la commune comptait 232 Allemands (13 %) et 1 533 Ukrainiens (85,7 %).
En 1930, les autorités recensaient 20 Roumains (1,1 %), 1 490 Ukrainiens (85,5 %) et 227 Juifs (12,7 %) qui furent exterminés par Nazis durant la Seconde Guerre mondiale.
En 2002, la commune comptait 87 Roumains (1,8 %), 382 Hongrois (12,5 %) et 4 650 Ukrainiens (97,7 %).
Lors du recensement de 2011, 94,82 % de la population se déclarent ukrainiens et 1,9 % roumains (2,54 % ne déclarent pas d'appartenance ethnique et 0,72 % déclarent appartenir à une autre ethnie).

## Économie
L'économie du village est basée sur l'élevage, l'agriculture (3 991 ha de terres agricoles), l'exploitation des grandes forêts du massif montagneux (7 197 ha de forêts) et le tourisme. Le village peur servir de point de départ pour les randonnées dans les Monts Maramureș.

## Politique
| Parti | Parti                                                 | Sièges |
| ----- | ----------------------------------------------------- | ------ |
|       | Union nationale pour le progrès de la Roumanie (UNPR) | 5      |
|       | Parti national libéral (PNL)                          | 3      |
|       | Parti social-démocrate (PSD)                          | 2      |
|       | Parti Mouvement populaire (PMP)                       | 2      |
|       | Alliance des libéraux et démocrates (ALDE)            | 1      |

## Lieux et monuments
- Réserve naturelle des Monts Maramureș (Vârful Fărcău-Jacul Vinderelu-Vârful), 100 ha.